# Cillas
Cillas (arag. Ziellas) - opuszczona miejscowość w Hiszpanii, w Aragonii, w prowincji Huesca, w comarce Alto Gállego, w gminie Yebra de Basa, 60 km od miasta Huesca.
Według danych INE z 1991 roku miejscowości nie zamieszkiwała żadna osoba. Wysokość bezwzględna miejscowości jest równa 1 380 metrów.